# Atletismo nos Jogos Olímpicos de Verão de 2016 - Salto com vara masculino
A competição do salto com vara masculino do atletismo nos Jogos Olímpicos de Verão de 2016 aconteceu nos dias 13 e 15 de agosto no Estádio Olímpico.
Thiago Braz da Silva, do Brasil, conquistou a medalha de ouro com a marca de 6,03 metros na final, estabelecendo um novo recorde olímpico.

## Calendário
Horário local (UTC-3).
| Data         | Horário | Fase         |
| ------------ | ------- | ------------ |
| 13 de agosto | 20:20   | Qualificação |
| 15 de agosto | 21:40   | Final        |

## Medalhistas
| Ouro   | BRA Thiago Braz da Silva |
| Prata  | FRA Renaud Lavillenie    |
| Bronze | USA Sam Kendricks        |

## Recordes
Antes desta competição, os recordes mundiais e olímpicos da prova eram os seguintes:
| Tipo | Atleta            | Marca  | Local   | Data                    |
| ---- | ----------------- | ------ | ------- | ----------------------- |
|      | Renaud Lavillenie | 6,16 m | Donetsk | 15 de fevereiro de 2014 |
|      | Renaud Lavillenie | 5,97 m | Londres | 10 de agosto de 2012    |

Os seguintes recordes mundiais e/ou olímpicos foram estabelecidos durante esta competição:
| Data         | Evento | Atleta                   | Marca  | Notas            |
| ------------ | ------ | ------------------------ | ------ | ---------------- |
| 15 de agosto | Final  | BRA Thiago Braz da Silva | 6,03 m | Recorde olímpico |

## Resultados

### Qualificação
Classificam-se para a final os atletas com marca acima de 5,75 m (Q) ou as 12 melhores marcas (q).
| Pos. | Grupo | Atleta                    | CON                 | 5.30 | 5.45 | 5.60 | 5.70 | Marca | Notas |
| ---- | ----- | ------------------------- | ------------------- | ---- | ---- | ---- | ---- | ----- | ----- |
| 1    | A     | Sam Kendricks             | USA Estados Unidos  | o    | o    | o    | o    | 5.70  | q     |
| 2    | B     | Konstantinos Filippidis   | GRE Grécia          | o    | o    | xo   | o    | 5.70  | q     |
| 3    | B     | Thiago Braz da Silva      | BRA Brasil          | -    | xx-  | o    | o    | 5.70  | q     |
| 4    | A     | Renaud Lavillenie         | FRA França          | -    | -    | -    | xo   | 5.70  | q     |
| 4    | A     | Xue Changrui              | CHN China           | -    | o    | o    | xo   | 5.70  | q     |
| 6    | A     | Piotr Lisek               | POL Polônia         | -    | o    | xo   | xo   | 5.70  | q     |
| 7    | B     | Shawnacy Barber           | CAN Canadá          | -    | xxo  | o    | xo   | 5.70  | q     |
| 7    | A     | Germán Chiaraviglio       | ARG Argentina       | o    | o    | xxo  | xo   | 5.70  | q,    |
| 7    | A     | Jan Kudlička              | CZE República Checa | o    | o    | xxo  | xo   | 5.70  | q     |
| 10   | B     | Michal Balner             | CZE República Checa | o    | o    | o    | xxx  | 5.60  | q     |
| 10   | A     | Pauls Pujāts              | LAT Letônia         | o    | o    | o    | xxx  | 5.60  | q     |
| 10   | A     | Daichi Sawano             | JPN Japão           | -    | o    | o    | xxx  | 5.60  | q     |
| 13   | A     | Robert Sobera             | POL Polônia         | o    | x-   | o    | xxx  | 5.60  |       |
| 14   | B     | Yao Jie                   | CHN China           | -    | xo   | xo   | xxx  | 5.60  |       |
| 15   | A     | Kurtis Marschall          | AUS Austrália       | o    | o    | xxo  | xxx  | 5.60  |       |
| 16   | B     | Mareks Ārents             | LAT Letônia         | o    | o    | xxx  |      | 5.45  |       |
| 16   | B     | Huang Bokai               | CHN China           | o    | o    | xxx  |      | 5.45  |       |
| 16   | B     | Stanley Joseph            | FRA França          | o    | o    | xxx  |      | 5.45  |       |
| 16   | B     | Kévin Menaldo             | FRA França          | -    | o    | xr   |      | 5.45  |       |
| 16   | B     | Paweł Wojciechowski       | POL Polônia         | o    | o    | xxx  |      | 5.45  |       |
| 21   | A     | Hiroki Ogita              | JPN Japão           | xo   | o    | xxx  |      | 5.45  |       |
| 22   | A     | Luke Cutts                | GBR Grã-Bretanha    | o    | xo   | xxx  |      | 5.45  |       |
| 22   | A     | Augusto Dutra de Oliveira | BRA Brasil          | o    | xo   | xxx  |      | 5.45  |       |
| 22   | B     | Robert Renner             | SLO Eslovênia       | o    | xo   | xxx  |      | 5.45  |       |
| 25   | A     | Tobias Scherbarth         | GER Alemanha        | xo   | xo   | xxx  |      | 5.45  |       |
| 26   | A     | Raphael Holzdeppe         | GER Alemanha        | -    | xxo  | xxx  |      | 5.45  |       |
| 27   | B     | Ivan Horvat               | CRO Croácia         | o    | xxx  |      |      | 5.30  |       |
| 28   | B     | Logan Cunningham          | USA Estados Unidos  | xxo  | xxx  |      |      | 5.30  |       |
| 28   | B     | Karsten Dilla             | GER Alemanha        | xxo  | xxx  |      |      | 5.30  |       |
| 28   | B     | Cale Simmons              | USA Estados Unidos  | xxo  | xxx  |      |      | 5.30  |       |
| –    | B     | Seio Yamamoto             | JPN Japão           | -    | xxx  |      |      | NM    |       |
| –    | A     | Melker Svärd Jacobsson    | SWE Suécia          |      |      |      |      | DNS   |       |

- r - Retirou-se (retired)

### Final
| Pos.              | Atleta                  | CON                 | 5.50 | 5.65 | 5.75 | 5.85 | 5.93 | 5.98 | 6.03 | 6.08 | Marca | Notas |
| ----------------- | ----------------------- | ------------------- | ---- | ---- | ---- | ---- | ---- | ---- | ---- | ---- | ----- | ----- |
| Medalha de ouro   | Thiago Braz da Silva    | BRA Brasil          | -    | o    | xo   | o    | xo   | -    | xo   | r    | 6.03  | ,     |
| Medalha de prata  | Renaud Lavillenie       | FRA França          | -    | -    | o    | o    | o    | o    | xx-  | x    | 5.98  |       |
| Medalha de bronze | Sam Kendricks           | USA Estados Unidos  | o    | xo   | x-   | o    | xxx  |      |      |      | 5.85  |       |
| 4                 | Jan Kudlička            | CZE República Checa | o    | o    | o    | x-   | xx   |      |      |      | 5.75  |       |
| 4                 | Piotr Lisek             | POL Polônia         | o    | o    | o    | x-   | xx   |      |      |      | 5.75  |       |
| 6                 | Xue Changrui            | CHN China           | xxo  | xxo  | xx-  | x    |      |      |      |      | 5.65  |       |
| 7                 | Michal Balner           | CZE República Checa | o    | xxx  |      |      |      |      |      |      | 5.50  |       |
| 7                 | Konstantinos Filippidis | GRE Grécia          | o    | xxx  |      |      |      |      |      |      | 5.50  |       |
| 7                 | Daichi Sawano           | JPN Japão           | o    | xxx  |      |      |      |      |      |      | 5.50  |       |
| 10                | Shawnacy Barber         | CAN Canadá          | xo   | xxx  |      |      |      |      |      |      | 5.50  |       |
| 11                | Germán Chiaraviglio     | ARG Argentina       | xxo  | xxx  |      |      |      |      |      |      | 5.50  |       |
| –                 | Pauls Pujāts            | LAT Letônia         | xxx  |      |      |      |      |      |      |      | NM    |       |

- r - Retirou-se (retired)

Legenda
| Recorde mundial      | Recorde mundial (World record)               |                       | Recorde africano                      | Recorde africano (African) |                                           | Q | Classificado por posição (Qualified) |
| Recorde olímpico     | Recorde olímpico (Olympic record)            | Recorde da América    | Recorde da América (Americas)         | q                          | Classificado por melhor tempo (Qualified) |   |                                      |
| Melhor marca do ano  | Melhor marca do ano (World leading)          | Recorde asiático      | Recorde asiático (Asian)              | DNS                        | Não largou (Did not start)                |   |                                      |
| Recorde nacional     | Recorde nacional (National record)           | Recorde europeu       | Recorde europeu (European)            | DNF                        | Não terminou (Did not finish)             |   |                                      |
| Recorde pessoal      | Recorde pessoal do atleta (Personal best)    | Recorde da Oceania    | Recorde da Oceania (Oceania)          | DSQ / DQ                   | Desclassificado (Disqualified)            |   |                                      |
| Recorde da temporada | Recorde da temporada do atleta (Season best) | Recorde sul-americano | Recorde sul-americano (South America) | NM                         | Sem marca (No mark)                       |   |                                      |